# Cassius Vaughn
Cassius M. Vaughn (* 3. listopadu 1987 Memphis, Tennessee) je bývalý hráč amerického fotbalu, který nastupoval na pozici Cornerbacka v National Football League. Univerzitní fotbal hrál za University of Mississippi, po Draftu NFL 2010, kdy si ho nevybral žádný tým, podepsal smlouvu s týmem Denver Broncos.

## Vysoká škola a univerzita
Vaughn navštěvoval East High School v Memphisu, kde hrál americký fotbal na pozicích Running backa, Wide receivera, Quarterbacka i Defensive backa. Poté přestoupil na University of Mississippi, kde během čtyř sezón odehrál všech 50 možných utkání a zaznamenal 152 tacklů (107 sólových), 5 interceptionů, dvacet ubráněných přihrávek a dva forced fumbly.

## Profesionální kariéra

### Denver Broncos
Cassius Vaughn poté, co nebyl vybrán v Draftu NFL 2010, podepsal jako volný hráč smlouvu s Denver Broncos. Jako nováček neodehrál na pozici Cornerbacka ani jeden zápas, ale jako člen special teamu si připsal třináct startů, v nich sedm tacklů a 2 kickoff returny, z toho jeden proti San Diegu Chargers po 97-yardovém běhu vrátil do touchdownu.
V ročníku 2011 nastoupil do devíti zápasů (třikrát jako startující Cornerback), jenže 28. listopadu byl zapsán na seznam zraněných. Celkem tak zaznamenal 19 tacklů, 4 ubráněné přihrávky a jednu interception, shodou okolností znovu proti San Diegu a znovu vrácenou do touchdownu. Jako člen special teamu vrátil 17. listopadu proti New Yorku Jets kickoff do touchdownu, čímž se stal druhým nedraftovaným hráčem v historii NFL (po Alvinu Hallovi), který v kariéře zaznamenal touchdown jak z interceptionu, tak z kickoffu.

### Indianapolis Colts
Dne 23. května 2012 byl Vaughn vyměněn do Indianapolisu Colts za Fullbacka Chrise Gronkowskiho. V sezóně 2012 nastoupil do všech zápasů základní části, jako startující hráč poprvé ve vítězném utkání proti Green Bay Packers. Celkem zaznamenal 66 tacklů (8 asistovaných), 9 ubráněných přihrávek a proti Tennessee Titans interception vrácenou do touchdownu. Za tuto akci byl následně zvolen Defenzivním hráčem týdne konference AFC.

### Detroit Lions
Po propuštění z Indianapolisu podepsal 7. dubna 2014 Vaughn jednoroční kontrakt s Detroit Lions. V jejich dresu pak odehrál třináct utkání (pět jako startující hráč) a připsal si 2 interceptiony, 5 zblokovaných přihrávek a 18 tacklů.

### Baltimore Ravens
Dne 28. května 2015 Vaughn podepisal jako volný hráč jednoletý kontrakt s Baltimore Ravens.